# Амалака

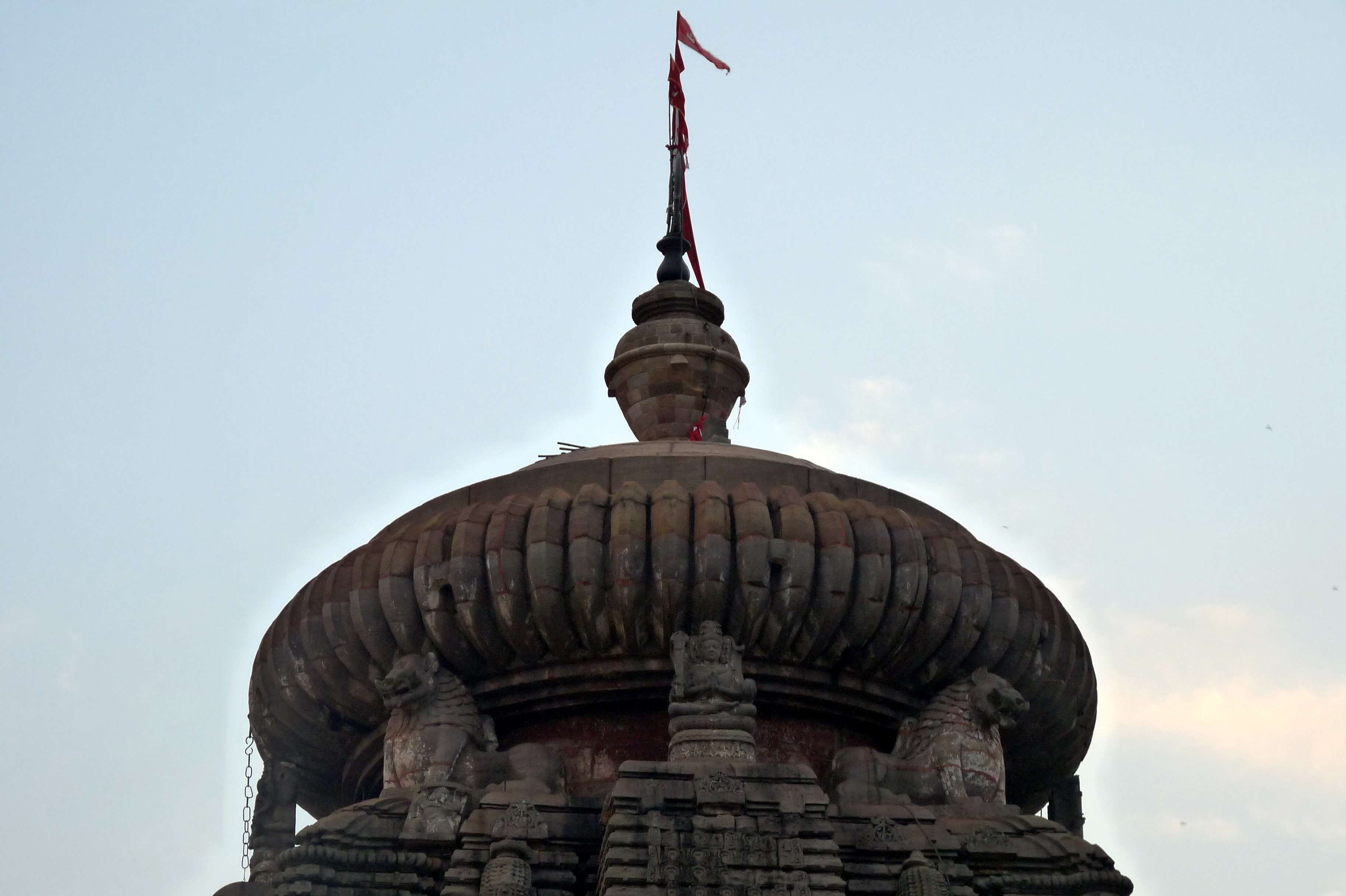
Амалака на вершине Лингараджа в Бхубанесваре

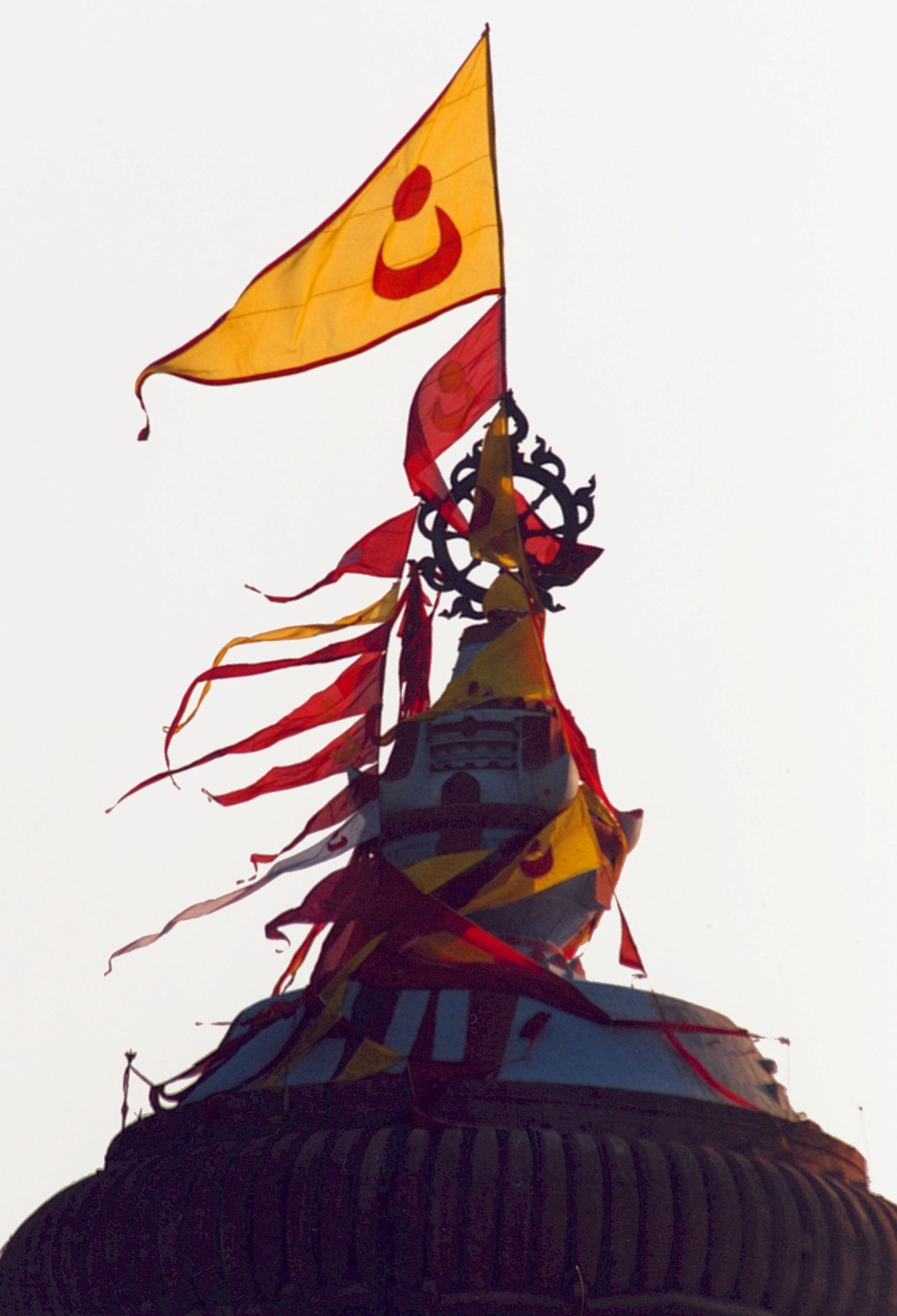
Флаг храма на вершине амалаки в Джаннатхе, Пури.

Амалака — это каменный диск обычно с ребрами по краю, который расположен на вершине главной башни храма (Шикхара). Согласно древнему толкованию, Амалака символизирует плод лотоса и есть символическим местопребыванием Божества под ним. В другой интерпретации Амалака символизирует солнце, которое является вратами на небеса. 

По версии других источников её форма стала прообразом плода фигового дерева Филлантус эмблика (Мироболан эмблика). Верхняя часть самой Амалаки увенчивается каласамом (заканчивающее украшение) на которое часто устанавливают флаг храма. 

Шикхара переводится дословно с санскрита “горная вершина”, объясняя таким образом возвышающуюся башню индийского храма в архитектуре северной части Индии.

## См.также
Шикхара